# Petrove, Odesa
Petrove (în ucraineană Петрове) este un sat în comuna Vîhoda din raionul Odesa, regiunea Odesa, Ucraina. Anterior a purtat denumirea Petrivske.

## Demografie
Componența lingvistică a localității Petrove
     Ucraineană (86,78%)
     Rusă (5,79%)
     Română (4,37%)
     Alte limbi (1,43%)
Conform recensământului din 2001, majoritatea populației localității Petrove era vorbitoare de ucraineană (86,78%), existând în minoritate și vorbitori de rusă (5,79%), română (4,37%) și armeană (1,2%).